# Буран (бронеавтомобіль)
Буран — російський багатоцільовий легкоброньований бронеавтомобіль, розроблений підприємством «Ріда» (раніше «Нижегородське авіаційне товариство»). Ключовою особливістю бронеавтомобіля є модульна конструкція бронекорпусу.

## Опис
Основою сімейства є шасі "Буран CC" (Chassic Cab - "Шасі і кабіна"). Це повнопривідний рамний двовісний автомобіль, створений на основі комерційної вантажівки ГАЗ-3308 «Садко» з дизельним двигуном ЯМЗ-534 потужністю 210 кінських сил, також за бажанням замовника встановлюється автоматична або механічна коробка передач. Мости оснащені ресорною підвіскою, а кулестійке колесо дозволяє проїхати 50 км зі спущеною шиною. Корпус та скління бронеавтомобіля захищають від гвинтівкових куль та уламків, а екіпаж захищений від підриву 600 гр тротилу. Вантажопідйомність автомобіля без модуля складає 4 тонни. «Буран» здатний долати водні перепони завглибшки 1,2 метра завдяки шноркелю. Автомобіль може бути як ліворульним, так і праворульним . Бронювання має клас STANAG 2 .

## Галерея

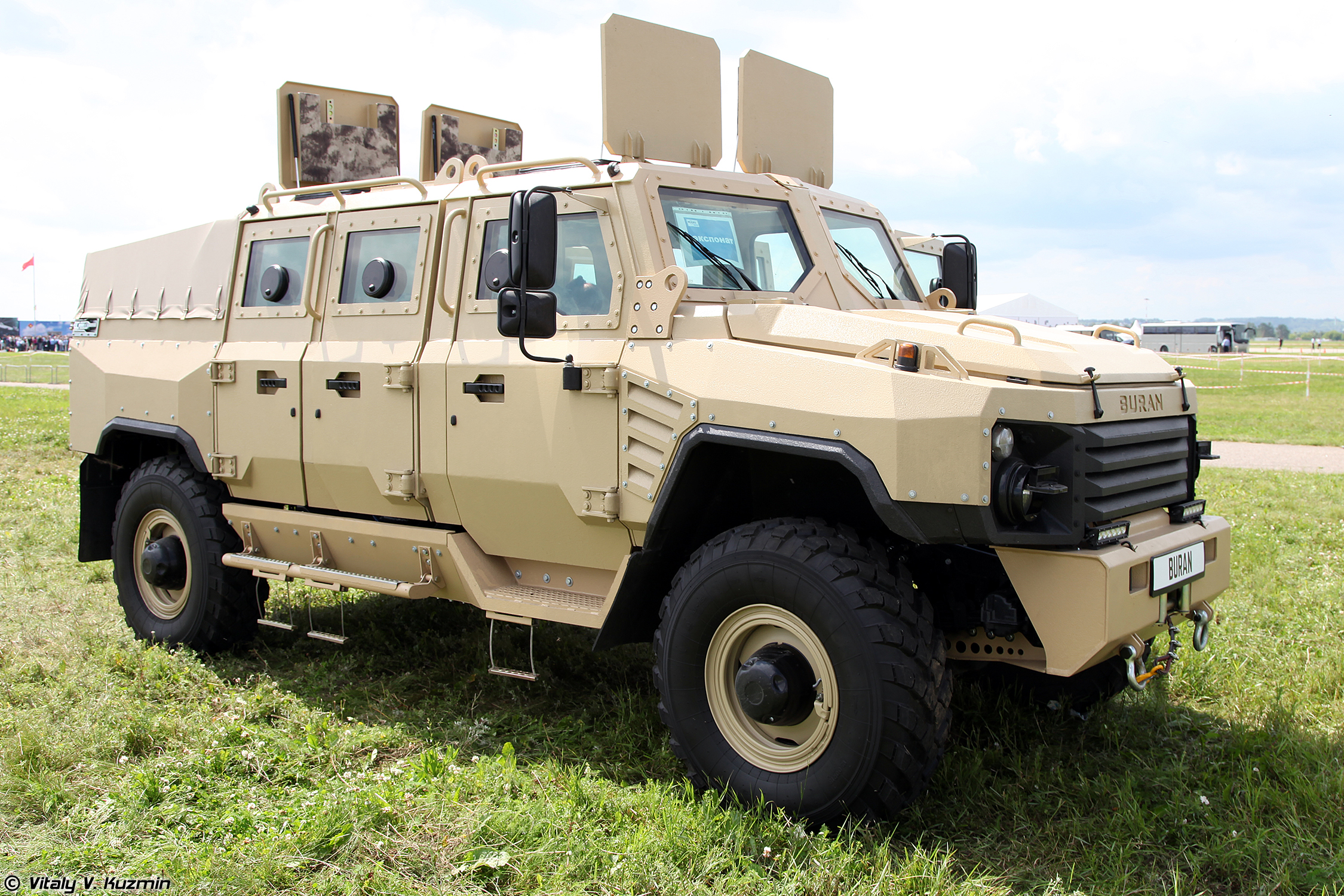
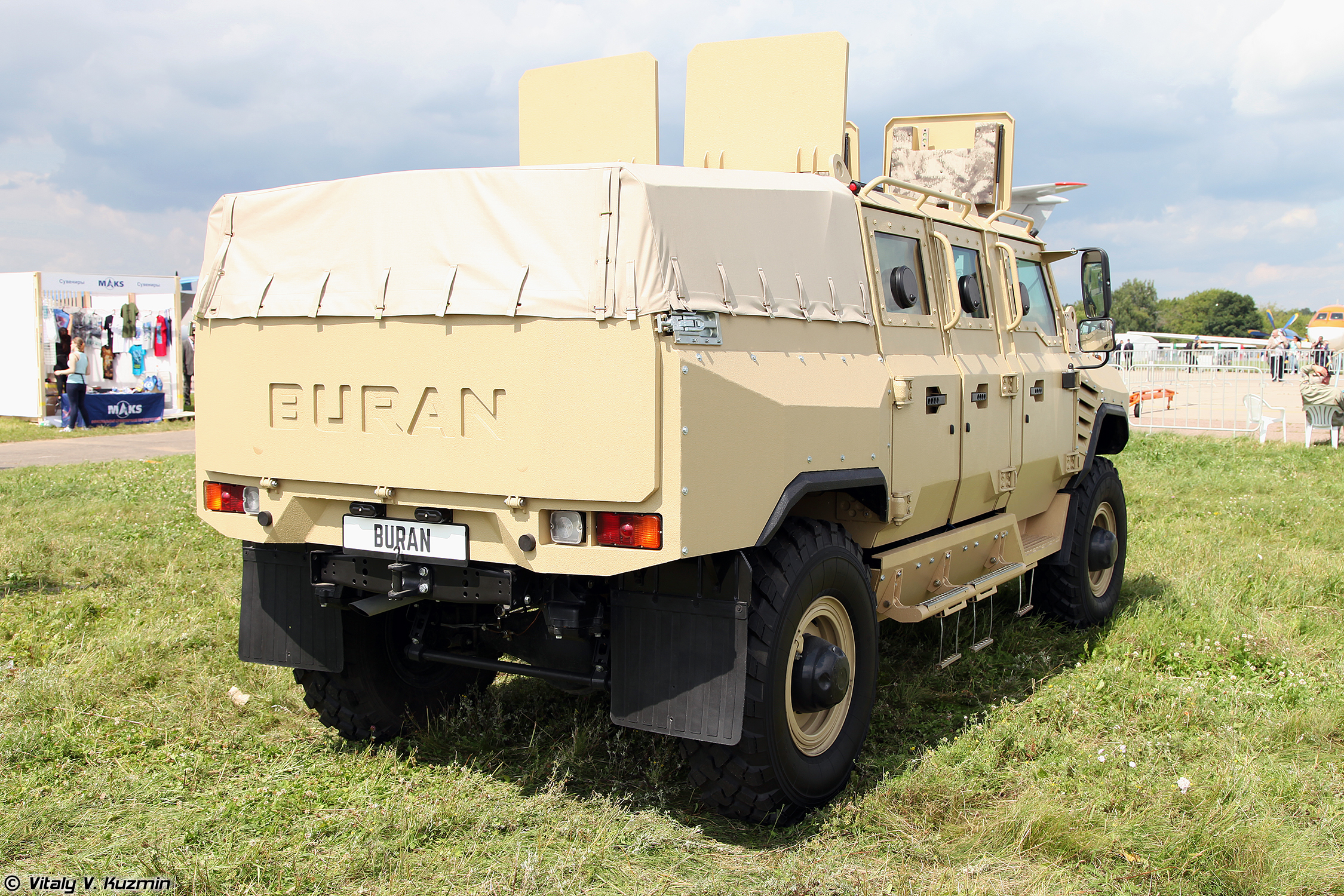
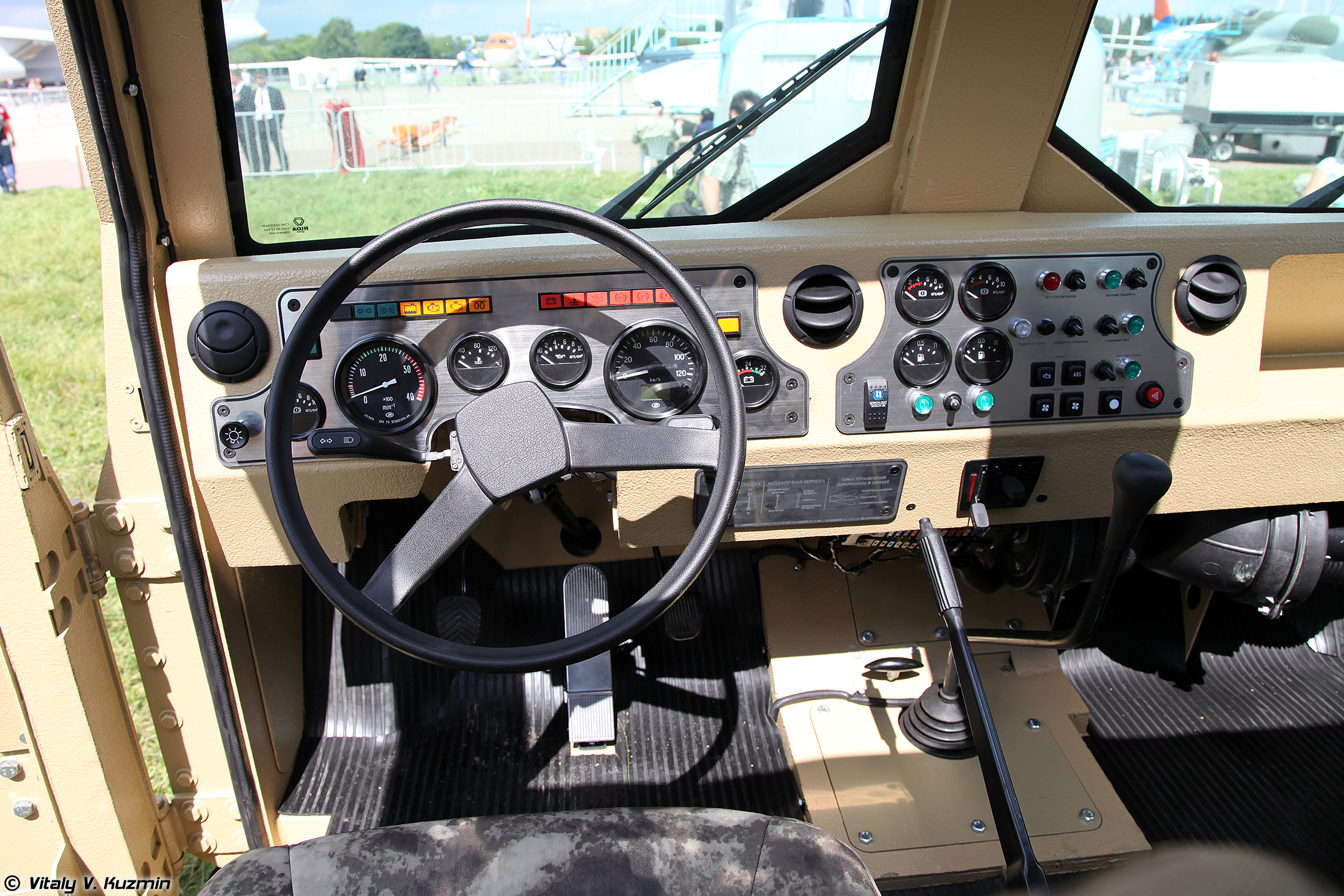
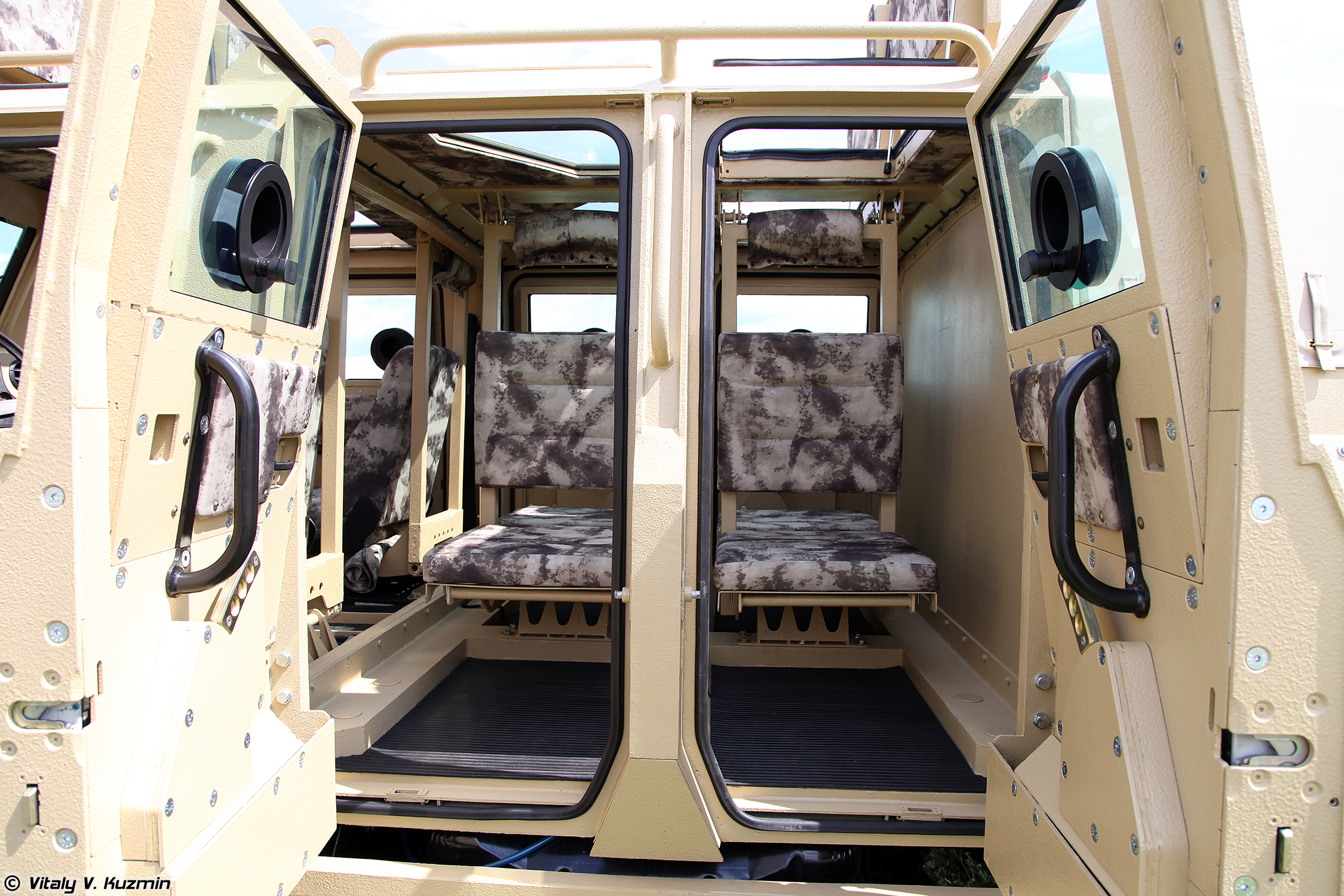

## Оператори
- Росія
- Білорусь
- Вірменія
- Україна — 1 одиниця захоплена силами оборони України в Курській області[2].